# Mimagyrta pulchella
Mimagyrta pulchella är en fjärilsart som beskrevs av Klages 1906. Mimagyrta pulchella ingår i släktet Mimagyrta och familjen björnspinnare. Inga underarter finns listade i Catalogue of Life.